# Hunters and Prey
Hunters and Prey è un EP del gruppo power metal brasiliano Angra, pubblicato nel 2002. 
Il disco contiene 4 brani inediti, 1 cover dei Genesis, 2 versioni acustiche inedite di brani del disco precedente (Rebirth) e 1 versione in portoghese della title track.

## Tracce
1. Live and Learn – 4:12
2. Bleeding Heart – 4:04
3. Hunters and Prey – 6:29
4. Eyes of Christ – 4:16
5. Rebirth (acoustic edit version) – 3:36
6. Heroes of Sand (acoustic version) – 3:50
7. Mama (Genesis cover) – 5:20
8. Caça e Caçador (Hunters and Prey Portuguese Version) – 6:28

## Formazione
- Eduardo Falaschi - voce
- Kiko Loureiro - chitarre
- Rafael Bittencourt - chitarre
- Felipe Andreoli - basso
- Aquiles Priester - batteria